# Диниц, Симха
Си́мха Ди́ниц (ивр. שמחה דיניץ‎, 23 июня 1929 — 23 сентября 2003) — израильский государственный и политический деятель, посол Израиля в США (с 1973 по 1979 год), депутат кнессета от партии Маарах (1984—1988), председатель Еврейского агентства (1987—1994).

## Биография
Родился в Тель-Авиве, получил среднее образование в гимназии «Герцлия». Получил степень бакалавра по международным отношениям в университете Цинциннати, после чего получил степень магистра в области международного права в Джорджтаунском университете в США. Во время учёбы он работал ночным сторожем в посольстве Израиля в Вашингтоне.
В 1960 году поступил на работу в министерство иностранных дел, где постепенно дошёл до должности директора министерства. В 1966 году вошёл в состав посольства Израиля в Италии, а в 1968 году в состав посольства в США. В 1969 году Диниц стал политическим советником премьер-министра Голды Меир, а в 1972 году — директором канцелярии премьер-министра Израиля.
В 1973 году был назначен Голдой Меир пятым послом Израиля в США.
После отставки с должности посла занял пост вице-председателя Еврейского агентства. В 1984 году был избран в кнессет 11-го созыва от партии «Маарах» и считался одним из «ястребов» партии, а также стал членом комиссии по иностранным делам и обороне.
В 1987 году был назначен председателем Еврейского агентства.
В 1994 году был вынужден уйти в отставку со своего поста в Еврейском агентстве в связи с подачей против него двух обвинений в мошенничестве по личным расходам за служебный счет. Районный суд оправдал политика по части одного обвинения, но признал его виновным в другом. Диниц подал апелляцию в Верховный суд, который в итоге снял с него все обвинения.
Умер 23 сентября 2003 года и похоронен в Иерусалиме.
Его именем названа улица в Иерусалиме в районе Бейт-Керем.